# Моутама
Моттама (Мартабан) — затока на півночі Андаманського моря поблизу берегів М'янми. Довжина 150 км, ширина 220 км, глибина до 20 метрів. Великими річками, що впадають у затоку є Салуїн та Сітаун. Також до затоки впадає річка Янгон, у дельті якої розташована столиця М'янми.
Затоку названо за містечком Моттама (колишній Мартабан), столицею держави Гантаваді, що існувала у XIII—XVI століттях на узбережжі затоки.
Поблизу затоки Моттама існують три основні порти: Янгон, Молам'яйн і Порт Тілава.
У затоці Мартабан спостерігаються досить високі припливи. Найвищий рівень припливу відмічено в західній частині затоки, так званій Слоновій точці (англ. Elephant point) — до 7 метрів. У східній частині припливи менші, близько 4 метрів.
На узбережжі затоки зимує один з рідкісних видів птахів — лопатень.
У затоці 2007 року таїландські геологорозвідники виявили поклади нафти.